# 헨리 폰다
헨리 제이니스 폰다(영어: Henry Jaynes Fonda, 1905년 5월 16일 ~ 1982년 8월 12일)는 미국의 배우이다.

## 출연
- 2006년 - 사코 앤 반젯티(Sacco And Vanzetti)
- 1981년 - 황금연못(On Golden Pond) - 노만 테이어 역
- 1980년 - 기디언의 트럼펫 (TV) (Gideon's Trumpet) - 클라렌스 얼 가이데온 역
- 1978년 - 홈 투 스테이 (Home To Stay)
- 1976년 - 미드웨이 (Midway) - 체스터 역
- 1976년 - 그레이트 스모키 로드블럭 (The Great Smokey Roadblock) - 존 엘레강트 역
- 1973년 - 모스크바의 야간 탈출 (Night Flight From Moscow / Le Serpent) - 알란 다비스 역
- 1971년 - 스탬퍼가의 대결 (Sometimes a Great Notion) - 헨리 스탬퍼 역
- 1970년 - 크루키드 맨 (There Was A Crooked Man...)
- 1969년 - 이지라이더 (Easy Rider)
- 1968년 - 형사 마디간 (Madigan) - 안소니 X, 러셀 역
- 1968년 - 보스톤 교살자 (The Boston Strangler) - 존 S. 바털리 역
- 1968년 - 옛날 옛적 서부에서 (Once Upon a Time in the West / CEra Una Volta Il West) - 프랭크 역
- 1968년 - 보스톤 교살자 (The Boston Strangler)
- 1965년 - 발지 대전투 (Battle Of The Bulge) - 다니엘 카일리 역
- 1962년 - 지상 최대의 작전 (The Longest day) - 테오도어 루즈벨트 역
- 1957년 - 12인의 성난 사람들 (12 Angry Men) - 8번 배심원 역
- 1957년 - 가슴에 빛나는 별 (The Tin Star) - 모르그 힉먼 역
- 1956년 - 전쟁과 평화 (War and Peace) - 피에르 베주코프 역
- 1956년 - 오인 (The Wrong Man) - 매니 발레스트레로 역
- 1955년 - 미스터 로버츠 (Mister Roberts) - 더글라스 A. 로버츠 역
- 1948년 - 아파치 요새 (Fort Apache) - 오웬 서즈데이 역
- 1946년 - 황야의 결투 (My Darling Clementine) - 와이어트 어프 역
- 1943년 - 옥스보우 인서던트 (The Ox-Bow Incident)
- 1941년 - 레이디 이브 (The Lady Eve)
- 1940년 - 분노의 포도 (The Grapes of Wrath) - 톰 조드 역
- 1939년 - 무법자 제시 제임스 (Jesse James)
- 1939년 - 청년 링컨 (Young Mr. Lincoln) - 아브라함 링컨 역
- 1939년 - 모호크족의 북소리 (Drums Along The Mohawk) - 길버트 마틴 역
- 1938년 - 제저벨 (Jezebel) - 프레스톤 딜라드 역
- 1937년 - 단 한번뿐인 삶 (You Only Live Once) - 에디 테일러 역

## 수상 경력
- 1948년 제2회 토니상 연극부문 남우주연상
- 1958년 제11회 영국아카데미시상식 남우주연상
- 1973년 제25회 에미상 TV영화/미니시리즈부문 남우주연상
- 1977년 그래미상 최고의 앨범상
- 1978년 제6회 미국영화연구소 평생공로상
- 1979년 제33회 토니상 평생공로상
- 1980년 제37회 골든글로브시상식 평생공로상
- 1981년 제53회 아카데미시상식 공로상
- 1981년 제23회 산세바스찬국제영화제 남우주연상
- 1982년 제39회 골든글로브시상식 드라마부문 남우주연상
- 1982년 제54회 아카데미시상식 남우주연상